# Ектор Вергара
Ектор Вергара (ісп. Héctor Vergara, нар. 15 грудня 1966) — канадський футбольний арбітр чилійського походження. Помічник арбітра ФІФА.
У 2014 році він був поміщений в залу слави Канадської федерації футболу.

## Кар'єра
Незважаючи на те, що народився в Чилі, виріс у Вінніпезі в провінції Манітоба в Канаді.
У 1990-х роках закінчив Університет Вінніпега.
В 1983 році він став арбітром, а у 1993 році став помічником головного арбітра.
У цьому статусі він брав участь у багатьох турнірах:
- двічі на юнацькому чемпіонаті світу до 17 років у 1993 та 1995 роках;
- двічі на молодіжному чемпіонаті світу до 20 років у 2001 та 2007 роках;
- на дорослому чемпіонаті світу 2002 року в Південній Кореї та Японії, де відсудив шість ігор у штабі кувейтського арбітра Саада Мане Аль Фадхлі, в тому числі і в грі за третє місце між Туреччиною — Південною Кореєю і у чвертьфіналі Бразилія — Англія;
- на шести турнірах Золотого кубка КОНКАКАФ (2002, 2003, 2005, 2007, 2009, 2011), в тому числі і у фінальних матчах;
- на XXVIII Олімпійських іграх в Афінах 2004 року;
- на клубному чемпіонаті світу 2005 року в Японії, де він допомагав мексиканському арбітру Беніто Арчундії у фінальному матчі «Ліверпуль» — «Сан-Паулу» ;
- на чемпіонаті світу 2006 року в Німеччині теж допомагав Беніто Арчундії, в тому числі в півфіналі Італія — Німеччина;
- на Кубку конфедерацій 2009 року в Південній Африці, знову ж таки в суддівському тріо на чолі з мексиканцем Арчундією.
- на клубному чемпіонаті світу 2009 року в Об'єднаних Арабських Еміратах, де допомагав Ардундії у фіналі між «Естудіантесом» і «Барселоною».

У лютому 2010 року у штабі Арчундії втретє потрапив у заявку арбітрів на чемпіонат світу в Південній Африці, відпрацювавши в трьох іграх, в тому числі і в матчі за третє місце між Німеччиною і Уругваєм. Завдяки цьому він встановив абсолютний рекорд, ставши лінійним арбітром, який відсудив найбільше ігор на фінальних етапах чемпіонату світу — 14 у трьох турнірах (6 у 2002 році, 5 у 2006 році та 3 у 2010 році).
1 січня 2012 року, після завершення суддівської кар'єри через вікові обмеження, він приєднався до Арбітражної комісії ФІФА і став займатись навчанням суддів.